# Danilo Di Luca

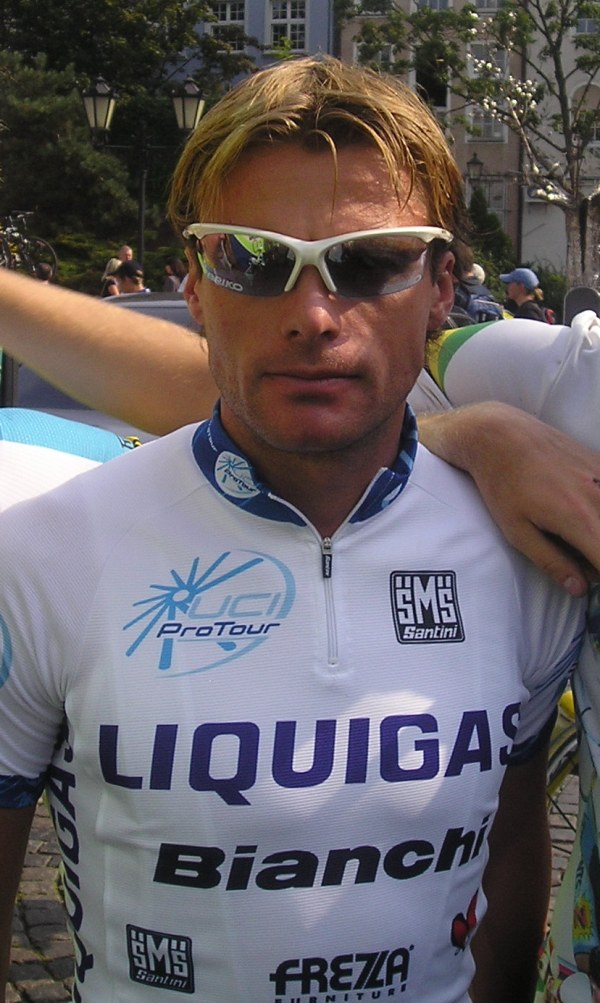
Danilo Di Luca bei der Tour de Pologne, 2005

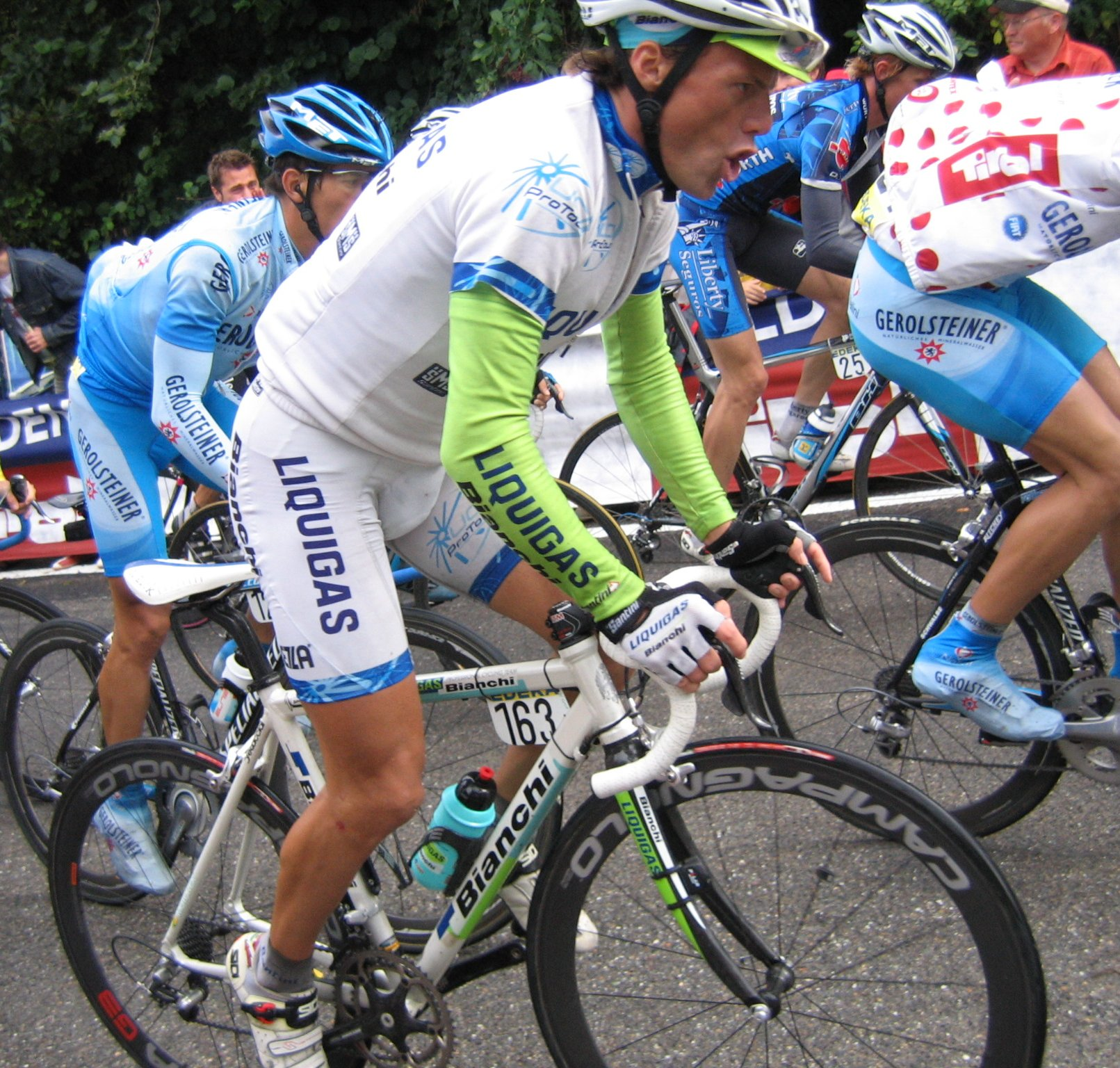
Danilo Di Luca bei der Deutschlandtour 2005

Danilo Di Luca (* 2. Januar 1976 in Spoltore) ist ein ehemaliger italienischer Radrennfahrer, der während seiner Karriere mehrere Klassiker und den Giro d’Italia 2007 gewann. Er wurde dreimal wegen Dopingvergehen bzw. sonstigen Verstößen gegen das medizinische Reglement gesperrt, zuletzt im Jahr 2013 als Wiederholungstäter lebenslang. Er trägt den Spitznamen Killer.

## Erste Erfolge – Erster Dopingverdacht: Oil for Drugs
Di Luca begann seine Profikarriere 1999 beim Radsportteam Cantina Tollo. Mit jeweils einem Etappensieg beim Giro d’Italia 2000 und 2001 sowie dem Erfolg beim italienischen Herbstklassiker Lombardei-Rundfahrt konnte er schon zu Beginn seiner Laufbahn bedeutende Erfolge erzielen.
Kurz darauf geriet Di Luca im Rahmen der seit 2003 laufenden Ermittlungen der Affäre Oil for Drugs unter Dopingverdacht, weswegen er etwa bei der Tour de France 2004 zur „Persona non grata“ erklärt wurde. Es existieren Telefongespräche und Videoaufnahmen, die Di Luca belasteten und nahelegten, dass Di Luca durch den Sportmediziner Carlo Santuccione IGF-3, EPO und Testosteron verabreicht bekommen habe. Es war nicht möglich, Di Luca ein konkretes Dopingvergehen nachzuweisen. Allerdings wurde Di Luca im Oktober 2007 vom Italienischen Olympische Komitee (CONI) mit einer dreimonatigen Sperre belegt, da dieser es für erwiesen ansah, dass er entgegen einer weiter Patient des lebenslang gesperrten Dr. Santuccione war. Di Lucas Berufung vor dem Court of Arbitration for Sport blieb im Jahr 2008 erfolglos.

## Höhepunkt der Karriere – Erste Dopingsperre
Während der laufenden Oil-for-Drugs-Ermittlungen war Di Luca weiter erfolgreich. Er gewann im Jahr 2005 zunächst die Baskenland-Rundfahrt und wenige Wochen später auch bei den Klassikern Amstel Gold Race und Flèche Wallonne. Im darauf folgenden Giro d’Italia gewann er zwei Etappen, trug für fünf Tage das Maglia Rosa des Gesamtführenden und belegte in der Gesamtwertung den vierten Platz. Durch diese Erfolge hatte Di Luca schon im Frühjahr einen deutlichen Vorsprung in der Gesamtwertung der neu geschaffenen UCI ProTour und konnte die Einzelwertung der ersten Austragung als Sieger abschließen.
Noch erfolgreicher war für Di Luca das Jahr 2007. Im Frühjahr siegte er beim italienischen Halbklassiker Mailand–Turin und dem „Monument“ Lüttich–Bastogne–Lüttich. Im Mai konnte er dann zwei Etappen und die Gesamtwertung des Giro d’Italia gewinnen und damit neben den Erfolgen in Eintagesrennen sich auch als Sieger bei einem Grand Tour-Etappenrennen etablieren. Eine Schlüsselrolle spielte dabei die Bergankunft auf dem Monte Zoncolan, dem wohl steilsten und schwierigsten Anstieg Europas, bei der Di Luca seine Gesamtführung verteidigen konnte. Allerdings erweckte das Ergebnis der nach dieser Etappe genommene Dopingprobe Di Lucas ebenso wie die Proben anderer Fahrer weiteren Verdacht, da diese abnormal niedrige Hormonwerte aufwies, was ein Indiz für die Nutzung Doping maskierender Präparate darstellen kann.
Nach diesen Erfolgen führte Di Luca die Einzelwertung der UCI ProTour 2007 an. Infolge seiner Sperre wegen der Oil for Drugs-Affäre wurden ihm jedoch alle Punkte der Rangliste aberkannt. Beim Giro d’Italia 2008 wurde er Achter der Gesamtwertung.
Beim Giro d’Italia 2009 erhielt sein Team eine Wildcard. Er gewann eine Etappe, das Maglia Ciclamino und schloss das Rennen auf Rang zwei der Gesamtwertung ab. Am 29. Juli 2009 wurde bekannt, dass Di Luca während des Giro zweimal positiv auf das EPO-Derivat CERA getestet wurde, worauf er durch die UCI suspendiert wurde. Die Tests erfolgten gezielt aufgrund von verdächtigen Werten seines Biologischen Pass. Am 1. Februar 2010 sperrte das CONI Di Luca für zwei Jahre und verurteilte ihn zu einer Geldstrafe von 280.000 € und der Tragung der Verfahrenskosten. Seine Ergebnisse beim Giro d’Italia 2009 wurden ab der elften Etappe gestrichen. Seine ursprünglich bis zum 21. Juli 2011 befristete Sperre wurde durch den CONI aufgrund einer Kronzeugenregelung auf neun Monate und sieben Tage verkürzt, so dass er seit dem 15. Oktober 2010 wieder Radrennen fahren durfte. Die Geldstrafe wurde auf 106.400 € gesenkt. Die Reduktion der Strafe erfolgte aufgrund der Mitarbeit von Di Luca mit den Ermittlern bei der Aufdeckung aktueller Dopingmethoden.

## Comeback und lebenslange Dopingsperre
Nach Ablauf seiner Sperre fuhr Di Luca seit 2011 für das Katusha Team, bei dem er einen stark leistungsbezogenen Vertrag hatte und wechselte zur Saison 2012 zum Team Acqua e Sapone.
Im Rahmen einer Trainingskontrolle am 29. April 2013 wurde er erneut positiv auf EPO getestet. Die Bekanntgabe durch die UCI erfolgte während er für sein neues Team Vini Fantini-Selle Italia den Giro d’Italia bestritt. Das Vertragsverhältnis wurde fristlos gekündigt und Di Luca wurde angewiesen, den Giro d’Italia zu verlassen. Als Wiederholungstäter wurde er durch das CONI am 5. Dezember 2013 lebenslang gesperrt. Alle Resultate ab dem 29. April 2013 wurden gestrichen, er hatte eine Strafe in Höhe von 37.985 € und die Verfahrenskosten zu zahlen.
Knapp sechs Wochen nachdem Di Luca lebenslang gesperrt wurde, gab er im italienischen Fernsehen ein Interview, in dem er aussagte, dass knapp 90 Prozent aller Fahrer bei Giro d’Italia gedopt seien. Im gleichen Zug sprach er sich für eine Legalisierung des Dopings aus.

## Erfolge
1994
- Gesamtwertung Giro della Lunigiana

1997
- drei Etappen Giro delle Regioni

1998
- Italienische Meisterschaft – Straßenrennen (U23)
- zwei Etappen Triptyque Ardennaise
- Gesamtwertung und eine Etappe Giro di Friuli Venezia Giulia
- Gesamtwertung und eine Etappe Giro Ciclistico d’Italia

1999
- eine Etappe Giro d’Abruzzo

2000
- Trofeo Pantalica
- zwei Etappen Giro d’Abruzzo
- eine Etappe Baskenland-Rundfahrt
- Gran Premio Industria & Artigianato
- eine Etappe Giro d’Italia

2001
- eine Etappe Katalanische Woche
- eine Etappe Giro d’Italia
- Gesamtwertung und eine Etappe Giro d’Abruzzo
- Trofeo dello Scalatore
- Lombardei-Rundfahrt

2002
- Trofeo Laigueglia
- eine Etappe Valencia-Rundfahrt
- zwei Etappen Tirreno–Adriatico
- Giorni Marchigiana – GP Fred Mengoni
- Giro del Veneto
- eine Etappe Vuelta a España

2003
- Gesamtwertung und eine Etappe Giro della Liguria
- eine Etappe Tirreno–Adriatico
- Tre Valli Varesine
- Coppa Placci

2004
- eine Etappe Murcia-Rundfahrt
- Trofeo Matteotti
- Gesamtwertung Brixia Tour

2005
- Gesamtwertung, eine Etappe und Punktewertung Baskenland-Rundfahrt
- La Flèche Wallonne
- Amstel Gold Race
- zwei Etappen Giro d’Italia
- Gesamtwertung  UCI ProTour

2006
- eine Etappe Vuelta a España

2007
- Mailand–Turin
- eine Etappe Settimana Internazionale
- Lüttich–Bastogne–Lüttich
- Gesamtwertung und zwei Etappen Giro d’Italia

2008
- Gesamtwertung und eine Etappe  Settimana Ciclistica Lombarda
- Giro dell’Emilia

2009
- Mannschaftszeitfahren Settimana Ciclistica Lombarda
- eine Etappe Giro del Trentino
- zwei Etappen Giro d’Italia

2012
- eine Etappe Österreich-Rundfahrt
- Gran Premio Nobili Rubinetterie – Coppa Città di Stresa

## Teams
- 1999–2001 Cantina Tollo
- 2002–2004 Saeco
- 2005–2007 Liquigas
- 2008–2009 L.P.R. Brakes (bis 12. August 2009)
- 2011 Katusha Team
- 2012 Acqua & Sapone
- 2013 Vini Fantini-Selle Italia (bis 24. Mai)